# Shaktinagar
Shaktinagar es una ciudad de la India en el distrito de Raichur, estado de Karnataka.

## Geografía
Se encuentra a una altitud de 357 m s. n. m. a 467 km de la capital estatal, Bangalore, en la zona horaria UTC +5:30.

## Demografía
Según estimación 2011 contaba con una población de 28 906 habitantes.